# Wydział Sztuk Dramatycznych Akademii Sztuk w Bańskiej Bystrzycy
Wydział Sztuk Dramatycznych Akademii Sztuk w Bańskiej Bystrzycy (słow. Fakulta Dramatických Umení Akadémi Umení v Banskej Bystrici) został założony 1 stycznia 1991 roku. Obecnie (2012) dziekanem wydziału jest doc. Milan Švehlík.

## Katedry wydziału[3]
- Katedra aktorska
- Katedra filmów dokumentalnych
- Katedra dramaturgii, reżyserii i teatrologii
- Katedra dramaturgii filmowej i scenariuszy